# Richard Marquand
Richard Marquand (* 22. September 1937 in Cardiff, Wales; † 4. September 1987 in Los Angeles, Kalifornien, Vereinigte Staaten) war ein britischer Filmregisseur, Drehbuchautor und Filmproduzent.

## Filmschaffen
Marquand wurde an der Universität Aix-Marseille und am King’s College ausgebildet. Während seines Wehrdienstes studierte er Mandarin und wurde später auch in Hongkong stationiert. Er begann seine Karriere bei der BBC, für die er in seinem Regiedebüt Christopher Marlowes Edward II mit Ian McKellen in der Titelrolle verfilmte. Als Nächstes drehte er die sechsteilige BBC-Serie The Search for the Nile, die für den Golden Globe nominiert wurde. Sein Spielfilmdebüt hatte er 1978 mit dem Horrorfilm Das Haus des Satans mit Sam Elliott. 1981 verfilmte er den Thriller Die Nadel von Ken Follett. Dieser Film beeindruckte George Lucas, so dass er Marquand die Regie von Die Rückkehr der Jedi-Ritter antrug. Im Anschluss inszenierte er Liebe ohne Ausweg mit Karen Allen in der Hauptrolle sowie den Thriller Das Messer mit Jeff Bridges und Glenn Close.
Richard Marquand verstarb im Alter von 49 Jahren an einem Herzinfarkt, sein letzter Film Hearts of Fire mit Bob Dylan in der Hauptrolle wurde posthum veröffentlicht. Sein Sohn James Marquand arbeitet ebenfalls als Regisseur.

## Filmografie
- 1970: Edward II (Fernsehfilm)
- 1978: Das Haus des Satans (The Legacy)
- 1979: Birth of the Beatles
- 1981: Die Nadel (Eye of the Needle)
- 1983: Die Rückkehr der Jedi-Ritter (Return of the Jedi)
- 1984: Liebe ohne Ausweg (Until September)
- 1985: Das Messer (Jagged Edge)
- 1987: Hearts of Fire

## Auszeichnungen
- 1977: Emmy-Nominierung für Luke Was There
- 1984: Saturn-Award-Nominierung für Die Rückkehr der Jedi-Ritter
- 1984: Hugo Award für Die Rückkehr der Jedi-Ritter